# 더르너고비주

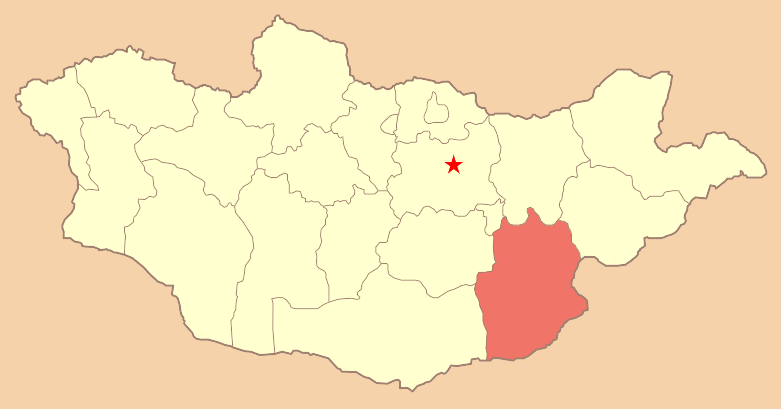
더르너고비 주의 위치

더르너고비주(몽골어: Дорноговь)는 몽골 남동부에 위치한 주로 주도는 사인샨드이며 면적은 109,472.30km2, 인구는 58,612명(2011년 기준)이다. 주 이름은 몽골어로 "동(東)고비"를 뜻한다.

## 자매 도시
- 대한민국 경기도 광주시